# Комаровка (Воскресенский район)
Комаровка — село в  Воскресенском районе Саратовской области. Входит в состав сельского поселения Синодское муниципальное образование (Саратовская область).

## География
Находится на расстоянии примерно 24 километров по прямой на  северо-запад от районного центра села  Воскресенское.

## Население
Население составляло 150 человека в 2002 году (81% русские),  128 в 2010.